# سگال ۲۱۶۸۳
سیارک ۲۱۶۸۳ (به انگلیسی: 21683 Segal، نامگذاری:1999RL33) بیست و یک هزار و ششصد و هشتاد و سومین سیارک کشف شده‌است که در ۹ سپتامبر ۱۹۹۹ کشف شد.
قدر مطلق سیارک برابر ۱۴.۸ است.